# Колкер Олександр Наумович
Олександр Наумович Колкер (28 липня 1933 — 1 серпня 2023) — радянський та російський естрадний композитор, автор оперет, мюзиклів та популярних пісень. Заслужений діяч мистецтв РРФСР (1981).

## Біографія
У 1950 році закінчив музичну школу по класу скрипки педагога О. Печникова.
У 1955 — семінар композиторів при Ленінградському відділенні Спілки композиторів по класу Й. Я. Пустильніка (1905—1991), У 1956 закінчив Лениградський електротехнічний інститут (нині Санкт-Петербурзький державний електротехнічний університет). Під час навчання писав музику до студентських спектаклів.
З 1958 року стає професійним композитором.
Автор кількох десятків популярних естрадних пісень, більшість яких написано у співавторстві з Кімом Рижовим і вперше виконано співачкою і дружиною композитора — Марією Пахоменко (1937—2013). Пісні Колкера виконували популярні радянські співаки та ансамблі: Майя Кристалінська, Едуард Хіль, Лідія Клемент, Муслім Магомаєв, Георг Отс, Анна Герман, Андрій Миронов (в фільмі «Троє в човні, не рахуючи собаки» (1979), ВІА «Співаючі гітари», Йосип Кобзон, Людмила Сенчина, Олена Дріацька, Віктор Кривонос, Віктор Вуячич, ВІА «Садко», Аліса Фрейндліх і Михайло Боярський, Анатолій Корольов, Павло Кравецький, квартет «Акорд», Гелена Веліканова, Валентина Дворянінова та ін.
- Автор книги (рос.) «Лифт вниз не поднимает!».

## Особисте життя
- Дружина: Пахоменко Марія Леонідівна — радянська і російська естрадна співачка, Заслужена артистка РРФСР (1976). Народна артистка Росії (1998).
  - Дочка: Пахоменко Наталія Олександрівна — режисер і сценарист.
    - Онука — Марія Пахоменко-молодша.

## Творчість
(рос.)
Оперети
- «Белая ворона» (1956), «Журавль в небе» (1970), «Труффальдино» (по К. Гольдони, 1977), «Дачный роман» (либретто В. Константинова и Б. Рацера, 1979)

Мюзикли
- «Ловите миг удачи» (1969), «Свадьба Кречинского» (по пьесе А. Сухово-Кобылина, либретто К. Рыжова, 1973), «Ой да ты, Садко» (1975); мюзиклы для детей «Неизвестный с хвостом» (либретто С. Прокофьевой, 1967) и «Сказка про Емелю» (либретто Б. Сударушкина, 1971),

Інше
- Музыкальная драма «Дело» (либретто Рыжова, 1977), опера-фарс «Смерть Тарелкина» (либретто А. Вербина и А. Колкера, 1983), рок-опера «Овод» (либретто А. Яковлева, 1983), опера «Гадюка» (либретто К. и В. Панфиловых, 1993); музыкально-сценическая поэма «Жар-птица» (либретто Г.Алексеева, 1975); Струнный квартет (1955); музыка к драм. спектаклям, в тому числі «Весна в ЛЭТИ» (1962), «Безупречная репутация» (1962), «Как поживаешь, парень?» (1962), «Иду на грозу» (1964), «Человек и джентльмен» (1968), «Малыш и Карлсон» (1969), «Интервью в Буэнос-Айресе» (1976).

## Найбільш популярні пісні
(рос.)
- «Весенний Ленинград» (М. Ромм)
- «День и ночь» (Л. Норкін)
- «Если б не было в мире влюблённых» (Л. Норкін)
- «Карелия» (М. Гіндін, Г. Рябкін, К. Рижов)
- «Качает, качает…» (Л. Куклін) написана у 1964 році до вистави Театру ім. Коміссаржевської «Іду на грозу» (режисер — М Сулімов).
- «Несгибаемый студент» (К. Рижов) саундтрек з к/ф «Останні дні Помпеї» (1972)
- «Опять плывут куда-то корабли» (Інна Кашежева)
- «Песенка почтальона» (Л. Норкін)
- «Печальная» (К. Рижов)
- «Проводы» (К. Рижов)
- «Романс Лиды» («Женская доля такая…», з мюзиклу «Весілля Кречинського»)(К. Рижов)
- «Стоят девчонки» (К. Рижов)
- «Туман, туман» (К. Рижов) саундтрек з к/ф «Хроніка пікіруючого бомбардувальника»
- «Утоли мои печали» (Інна Кашежєва)
- «Чудо-кони» (К. Рижов) У 1971 році першою з радянських естрадних співачок Марія Пахоменко удостоєна Гран-прі на міжнародному конкурсі «Золотий Орфей» в Болгарії з піснею Колкера «Чудо-кони» (та «Дон Кіхот» ін. авторів)[2].
- «Эй, ухнем» (К. Рижов)

## Фільмографія
Музика до фільмів (або до пісень, що звучать у фільмах):
- «Іду на грозу» (1965)
- «Давайте знайомитися: місяць Травень» (1965, фильм-спектакль)
- «Хроніка пікіруючого бомбардувальника» (1967)
- «Особисте життя Кузяєва Валентина» (1967)
- «Твої однолітки» (1967, фільм-концерт, Ленінградське телебачення)
- «Адреса пісень — молодість» (1968)
- «Завтра, третього квітня...» (1969)
- «П'ядь землі» (1968)
- «Співаючі гітари» (1969, к\м, муз. фільм)
- «А людям пісня так потрібна…» (1970, фільм-концерт за участю Марії Пахоменко)
- «Чарівна сила мистецтва» (1970)
- «Співає Марія Пахоменко» (1971, к\м, муз. фільм)
- «Останні дні Помпеї» (1972)
- «Бій з тінню» (1972)
- «…Заспівайте нам пісні свої…» (1973, фільм-концерт за участю Марії Пахоменко)
- «Весілля Кречинського» (1974)
- «Любов залишиться» (1975, фільм-спектакль)
- «Труффальдіно з Бергамо» (1976)
- «Коли йдеш – іди» (1978)
- «Подорож в інше місто» (1979)
- «Троє в човні, не рахуючи собаки» (1979)
- «Мелодія на два голоси» (1980)
- «Місто зустрічає друзів» (1981, фільм-концерт)
- «Два голоси» (1982)
- «Ідеалістка» (1982)
- «Ніхто не замінить тебе» (1982)
- «Смерть Тарєлкіна» (1983, фільм-спектакль)
- «Формула щастя Марії Пахоменко» (2009, док. фільм) та ін.

## Почесні звання та нагороди
- Лауреат премії Ленінського комсомолу (1968).
- Заслужений діяч мистецтв РРФСР (1981).
- Почесний громадянин Республіки Карелія (2009)[3].
- Лауреат Національної премії «Музичне серце театру» в номінації «Найкраща музика (композитор)» (2009).